# Naruto: Shippuden (sezonul 10)
Naruto: Shippuden – Sezonul 10: Adunarea Celor Cinci Kage (2011)
Episoadele din sezonul zece al seriei anime Naruto: Shippuden se bazează pe partea a doua a seriei manga Naruto de Masashi Kishimoto. Sezonul zece din Naruto: Shippuden, serie de anime, este regizat de Hayato Date și produs de Studioul Pierrot și TV Tokyo și a început să fie difuzat pe data de 10 februarie 2011 la TV Tokyo și s-a încheiat la data de 28 iulie 2011.
Episoadele din sezonul zece al seriei anime Naruto: Shippuden fac referire la adunarea Kage, cei cinci ninja care conduc satele lor respective, ca urmare a acțiunilor din organizația criminală Akatsuki și a celor ninja fugari precum Sasuke Uchiha.

## Lista episoadelor
| Nr. Ep. Original | Nr. Ep. Serie | Nr. Ep. Sezon | Titlu                                  | Apariție          |
| ---------------- | ------------- | ------------- | -------------------------------------- | ----------------- |
| 417              | 197           | 1             | Al Șaselea Hokage Danzo                | 10 februarie 2011 |
| 418              | 198           | 2             | Ajunul întâlniri celor cinci kage      | 10 februarie 2011 |
| 419              | 199           | 3             | Cei cinci kage iși fac apariția!       | 17 februarie 2011 |
| 420              | 200           | 4             | Rugămintea lui Naruto                  | 24 februarie 2011 |
| 421              | 201           | 5             | Decizie dureroasă                      | 3 martie 2011     |
| 422              | 202           | 6             | Fulger în viteză                       | 10 martie 2011    |
| 423              | 203           | 7             | Calea ninja a lui Sasuke               | 17 martie 2011    |
| 424              | 204           | 8             | Puterea celor cinci kage               | 24 martie 2011    |
| 425              | 205           | 9             | Declarație de război                   | 31 martie 2011    |
| 426              | 206           | 10            | Sentimentele lui Sakura                | 7 aprilie 2011    |
| 427              | 207           | 11            | Bestia cu coadă vs. bestia fără coadă  | 14 aprilie 2011   |
| 428              | 208           | 12            | Ca prieten al cuiva                    | 21 aprilie 2011   |
| 429              | 209           | 13            | Brațul drept a lui Danzo               | 28 aprilie 2011   |
| 430              | 210           | 14            | Jutsu vizual interzis                  | 5 mai 2011        |
| 431              | 211           | 15            | Danzo Shimura                          | 12 mai 2011       |
| 432              | 212           | 16            | Hotărârea lui Sakura                   | 19 mai 2011       |
| 433              | 213           | 17            | Legături pierdute                      | 26 mai 2011       |
| 434              | 214           | 18            | Povara                                 | 2 iunie 2011      |
| 435              | 215           | 19            | Două destine                           | 9 iunie 2011      |
| 436              | 216           | 20            | Shinobi de nivel înalt                 | 16 iunie 2011     |
| 437              | 217           | 21            | Cel care se infiltrează                | 23 iunie 2011     |
| 438              | 218           | 22            | Cele cinci mari națiuni se mobilizează | 30 iunie 2011     |
| 439              | 219           | 23            | Kakashi Hatake, hokage                 | 7 iulie 2011      |
| 440              | 220           | 24            | Profeția marelui lord bătrân           | 21 iulie 2011     |
| 441              | 221           | 25            | Depozitare                             | 28 iulie 2011     |